# Euphorbia venenata
Euphorbia venenata är en törelväxtart som beskrevs av Hermann Wilhelm Rudolf Marloth. Euphorbia venenata ingår i släktet törlar, och familjen törelväxter. Inga underarter finns listade i Catalogue of Life.

## Bildgalleri

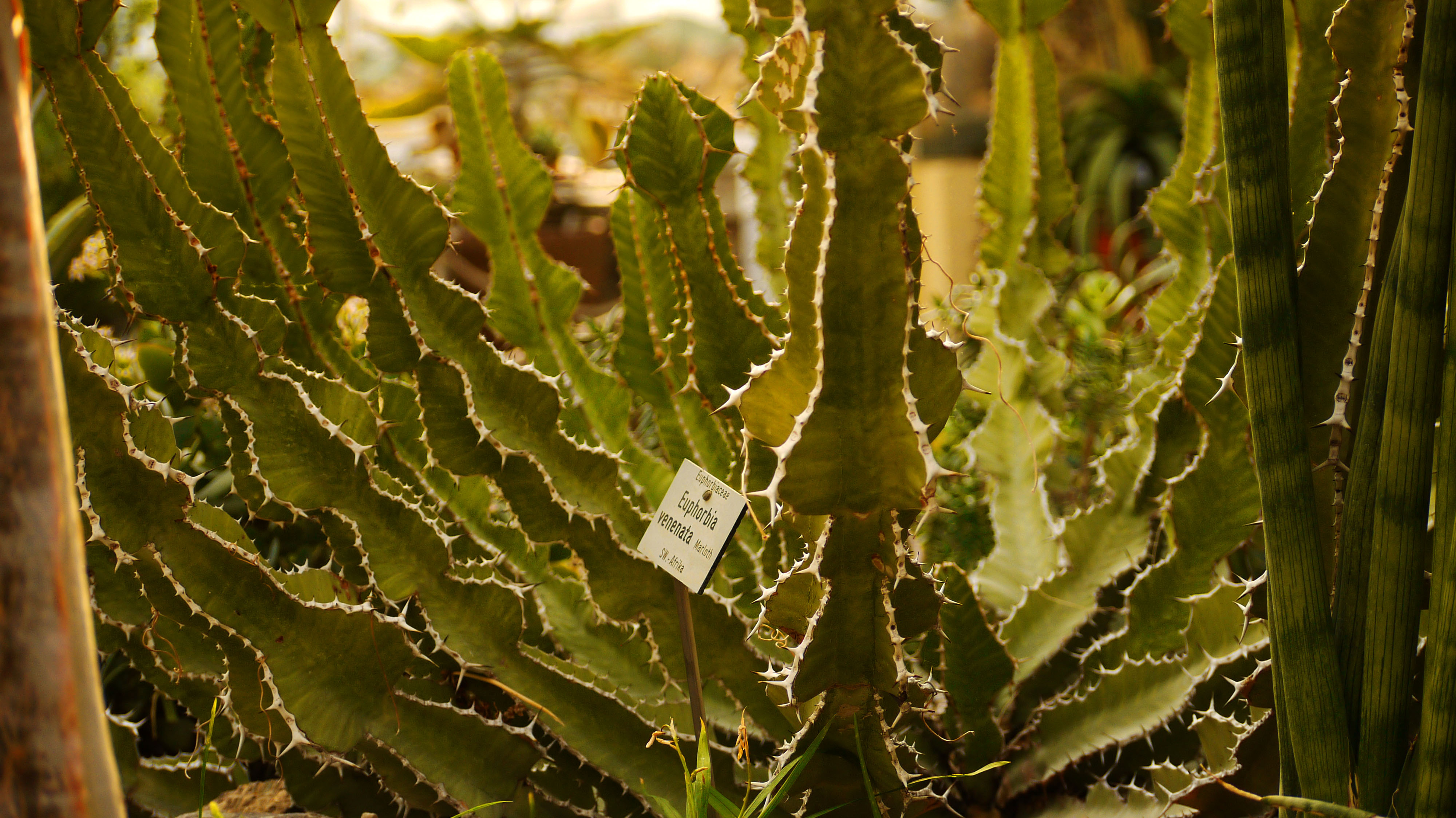
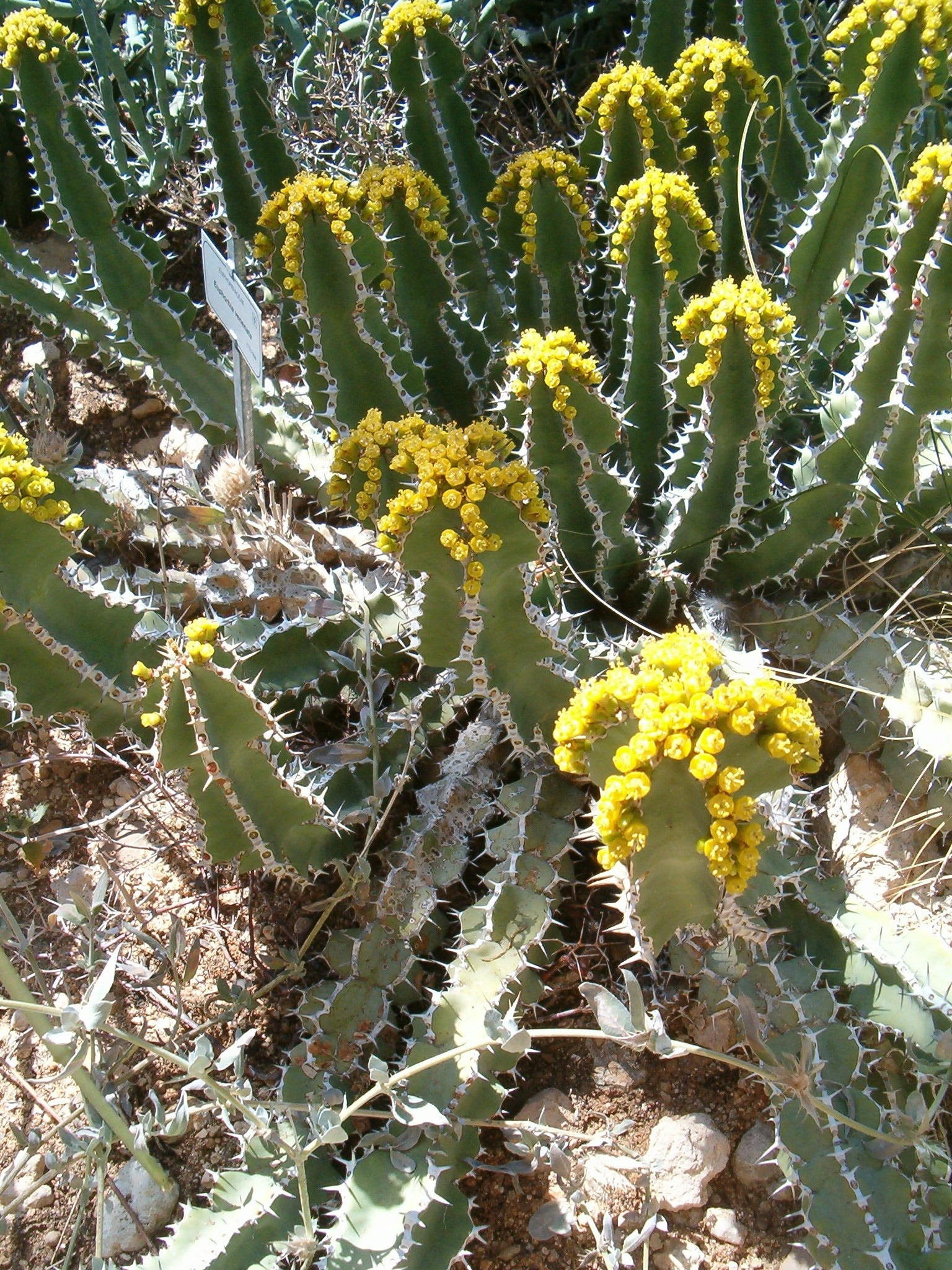
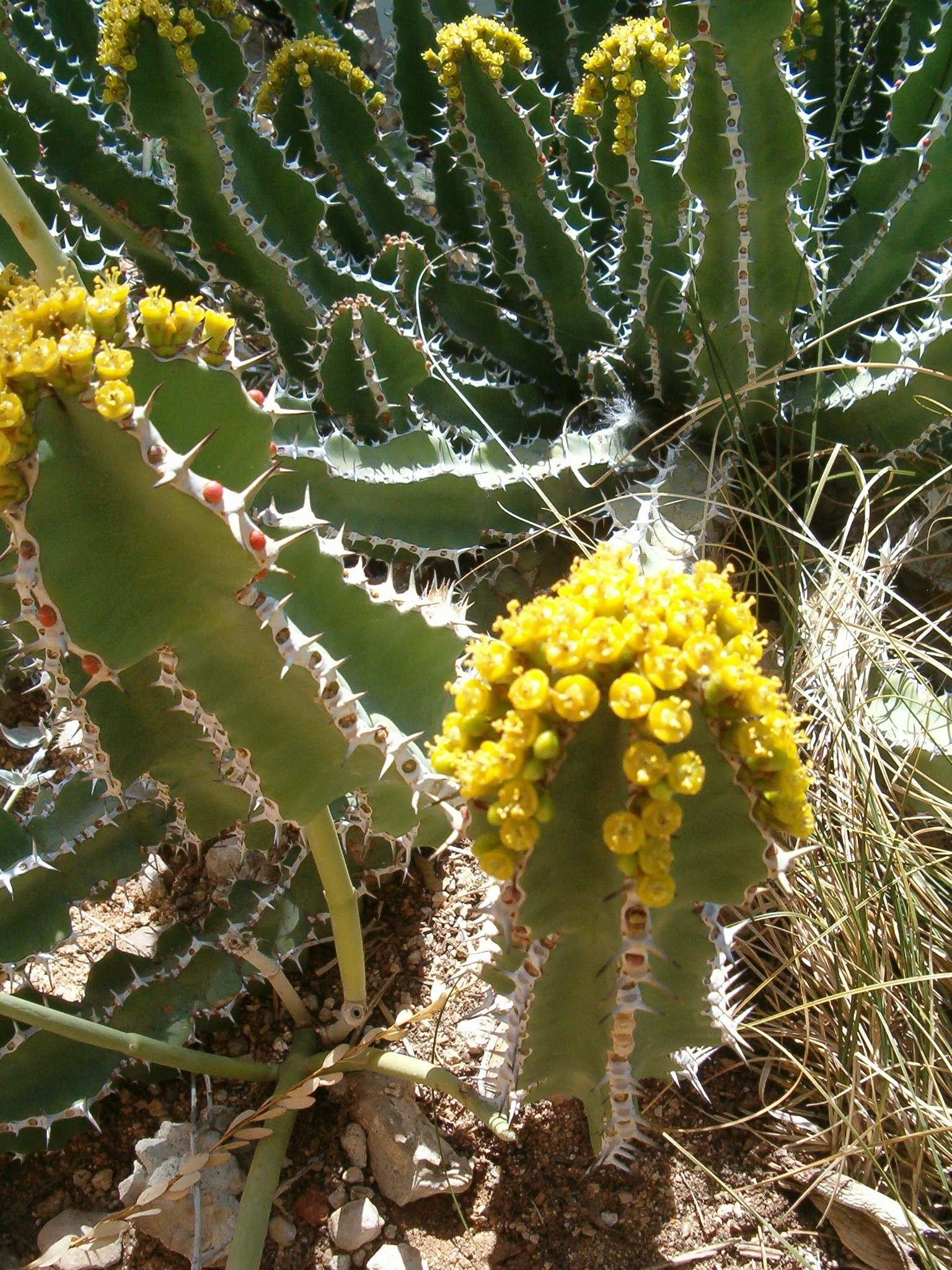
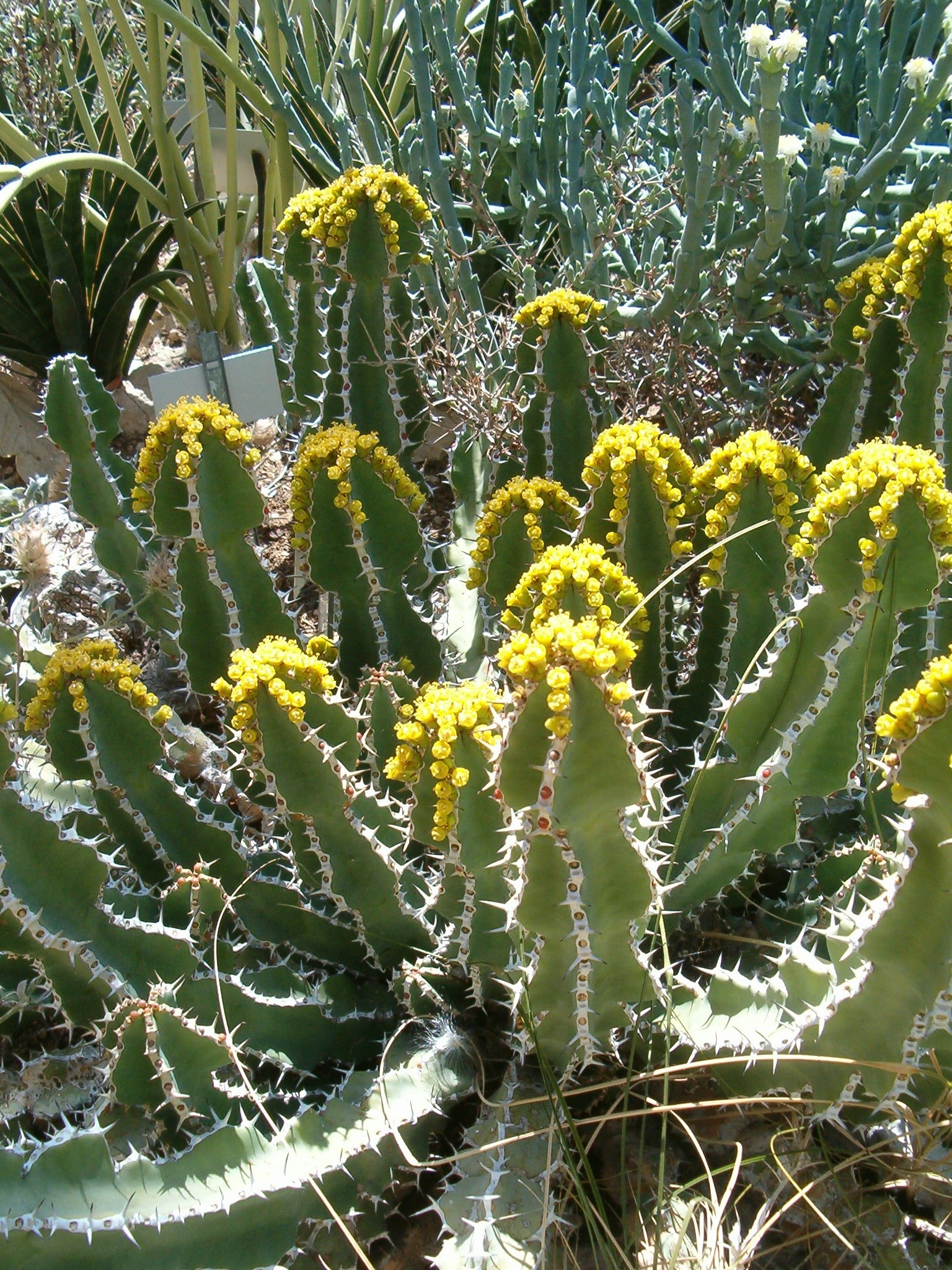